# Stardust Promotion
Stardust Promotion Co., Ltd. (株式会社スターダストプロモーション?) es una agencia líder de talentos japonesa, con sede en Shibuya, Tokio. Fue fundada en 1979 e invierte en diferentes formas de entretenimiento, tales como música, cine y modelaje.
La agencia tiene una participación dominante en la gestión de actrices. La agencia también es famosa por sus grupos musicales femeninos como Momoiro Clover Z, Shiritsu Ebisu Chūgaku y grupos musicales exclusivamente masculinos como Bullet Train, Dish y también tiene su propio sello discográfico independiente, SDR (Stardust Records).
En 2009, Stardust Promotion abrió una sucursal en Corea del Sur. Además de la oficina central en Tokio, la compañía tiene oficinas en Nagoya, Osaka y recientemente en Fukuoka. Stardust Promotion comenzó a poner énfasis en los talentos locales y creó varios grupos idol locales, tales como Team Syachihoko (en Nagoya) y Tacoyaki Rainbow (en Osaka).

## Artistas

### Músicos

#### Idols femeninas
- Momoiro Clover Z
- Shiritsu Ebisu Chugaku
- Team Syachihoko (Grupo local de Nagoya)
- Tacoyaki Rainbow (Grupo local de Osaka)
- 3B Junior (trainee group)
- Tokimeki Sendenbu
- Batten Showjo Tai (Grupo local de Fukuoka)
- Sakura Ebi~s
- Rock A Japonica
- Iginari Tohoku San (Grupo local de Sendai)
- Crown Pop

#### Idols masculinos
- Bullet Train
- Dish
- PrizmaX
- M!LK
- MAGiC BOYZ
- Sakura Shimeji
- SUPER★DRAGON
- EBiSSH
- One N Only
- BuDDiis

#### Otros
- Yui

### Actores

#### Mujeres
- Aoi Morikawa
- Aya Ōmasa
- Kaho
- Keiko Kitagawa
- Kō Shibasaki[7]
- Mei Nagano[8]
- Miki Nakatani (hasta 2015)
- Miori Takimoto
- Nana Komatsu
- Rin Takanashi
- Takako Tokiwa
- Tsubasa Honda
- Wakana Aoi
- Yasuko Matsuyuki
- Yūko Araki
- Arisa Sonohara
- Yūko Takayama
- Yūko Takeuchi (f. 2020)
- Yūka Yano

#### Hombres
- Asaya Kimijima
- Gaku Hamada
- Kanata Hongō
- Kento Yamazaki
- Kento Hayashi
- Koutaro Tanaka
- Masaki Okada[9]
- Masataka Kubota
- Ryusei Yokohama
- Taishi Nakagawa[10]
- Takayuki Yamada[11]
- Yūya Yagira

## Ex-artistas
Artistas, administrados por Stardust Promotion en el pasado.

### Artistas musicales
- Musashi's

### Actores
- Erika Sawajiri (actriz, su contrato con la agencia finalizó el 25 de septiembre de 2009)
- Lena Fujii (modelo, hasta agosto de 2013)
- Sousuke Takaoka (2006-2011)
- Manpei Takagi y Shinpei Takagi (actores, se retiraron de la industria en abril de 2017)